# Бортникова, Светлана Дмитриевна
Светлана Дмитриевна Бортникова (род. 17 июня 1997, Шымкент) — казахстанская футболистка, полузащитница сборной Казахстана по футболу и ЖФК «БИИК-Казыгурт».

## Биография
Родилась 17 июня 1997 года в Шымкенте.

## Карьера
Начала карьеру в молодёжной команде БИИК-СДЮСШОР №7. В 2016 году перешла в «БИИК-Казыгурт». 25 августа 2016 года Бортникова дебютировала и забила гол в Лиге чемпионов против «Криулень».
С 2013 по 2016 годы играла в молодёжной сборной Казахстана. Стала лучшей бомбардиркой Кубка Развития. В целом за молодёжную сборную Бортникова сыграла 12 матчей и забила два гола.
6 апреля 2016 года Бортникова дебютировала в главной сборной в матче против Австрии (1:6). В целом за главную сборную Бортникова сыграла 16 матчей и не забила не одного гола.
В составе сборной команды Казахстана участвовала в отборочном турнире к чемпионату мира по футболу 2019.